# Wahl zur Verfassungsversammlung im Iran 1979
Die Wahl zur Verfassungsversammlung des Iran fand am 3. August 1979 statt. Die Versammlung wurde im Iran auch als „Expertenversammlung“ bezeichnet, sie hatte die Aufgabe, eine neue iranische Verfassung auszuarbeiten. Zu dieser Versammlung waren 73 Sitze vorgesehen, für die sich 428 Personen bewarben und vom Revolutionsrat zugelassen wurden. Die Wahl wurde von der Nationalen Front und anderen politischen Gruppen boykottiert.

## Ergebnis
|                  | Wähler     |
| ---------------- | ---------- |
| Stimmberechtigte | 20.857.391 |
| Wähler           | 10.784.932 |
| Wahlbeteiligung  | 51,71 %    |

Die Wahl wurde von der Islamisch-Republikanischen Partei deutlich gewonnen, unter den 73 gewählten Mitgliedern waren 55 Mudschtahids (Mullahs). Ranghöchster Kleriker war Großajatollah Hossein Ali Montazeri, prominentester Nichtkleriker der spätere Präsident des Iran, Abū l-Hasan Banīsadr. Als Vorsitzender der Expertenversammlung wurde von den Mitgliedern Mahmud Taleghani gewählt, der einen Monat später unter ungeklärten Umständen starb.
Die Expertenversammlung zur Abfassung der neuen iranischen Verfassung wurde mit Beginn des Referendums über die Verfassung am 2. Dezember 1979 aufgelöst.